# Efferia plena
Efferia plena är en tvåvingeart som först beskrevs av James Stewart Hine 1916.  Efferia plena ingår i släktet Efferia och familjen rovflugor. Inga underarter finns listade i Catalogue of Life.